# Ivan Tričkovski
Ivan Tričkovski (en macédonien : Иван Тричковски), né le 18 avril 1987 à Skopje, alors en Yougoslavie, est un footballeur international macédonien. Il joue actuellement au poste d'attaquant de soutien à l'AEK Larnaca.

## Palmarès
- Vardar Skopje
  - Vainqueur de la Coupe de Macédoine en 2007

- Rabotnički Skopje
  - Champion de Macédoine en 2008
  - Vainqueur de la Coupe de Macédoine en 2008

- APOEL Nicosie
  - Champion de Chypre en 2011

- Legia Varsovie
  - Champion de Pologne en 2016
  - Vainqueur de la Coupe de Pologne en 2016

- AEK Larnaca
  - Vainqueur de la Coupe de Chypre en 2018
  - Vainqueur de la Supercoupe de Chypre en 2018